# Anochetus intermedius
Anochetus intermedius är en myrart som beskrevs av De Andrade 1994. Anochetus intermedius ingår i släktet Anochetus och familjen myror. Inga underarter finns listade i Catalogue of Life.